# Église Saint-Ausone d'Angoulême
L'église Saint-Ausone est une église néogothique située dans le centre-ville d'Angoulême, dans le quartier Saint-Ausone.

## Historique
Cette église, inspiré du style ogival du XIIe siècle se situe sur le flanc du plateau de la ville d'Angoulême. Elle fut construite par Paul Abadie, de 1864 à 1869. C'est également ce même architecte qui construisit l'église Saint-Martial.
Ausone aurait été le premier évêque d'Angoulême. Sa sépulture serait à la limite de la ville à l'emplacement où s'installa l'abbaye bénédictine de femmes.

## Architecture
L'édifice est de style ogival. Il est de plan allongé avec un clocher-porche en avant de l'édifice.
Le 4 décembre 1864, la première pierre est posée. Les fondations consistent en « 3 000 mètres de vieilles pierres des deux anciennes églises de Saint-Ausone, du baptistère de Saint-Jean et de la vieille tour de la cathédrale, noyés dans un indestructible ciment ; et le bel édifice ne pourra donc pas rouler un jour dans la vallée. »
En 1866, pendant la construction, l'architecte Abadie décide de modifier, à des fins d'une meilleure perspective, la flèche en structure pyramidale alors qu'elle est initialement prévue en « flèche bulbeuse » (comme celle de l'église Sainte-Marie de la Bastide à Bordeaux). Le Conseil municipal, non prévenu, décide de faire démolir la flèche en cours de construction afin de rétablir le projet initialement prévu, plus monumental à son goût. Cependant, la base de la flèche reste, d'où la cassure un peu brutale et l'aspect relativement maigre de la flèche telle qu'on peut la voir aujourd'hui.

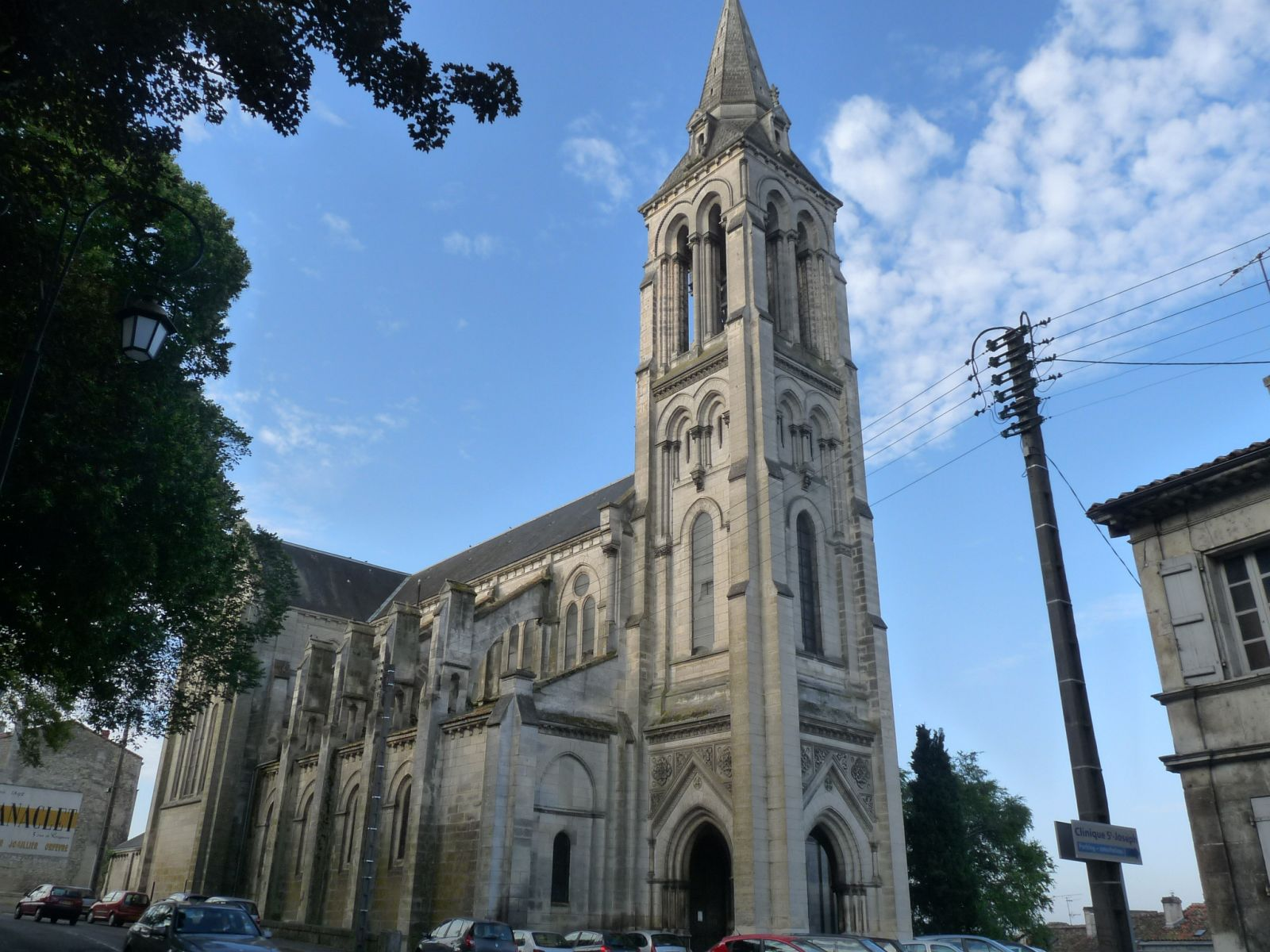
Le clocher-porche vu de l'avenue Wilson.
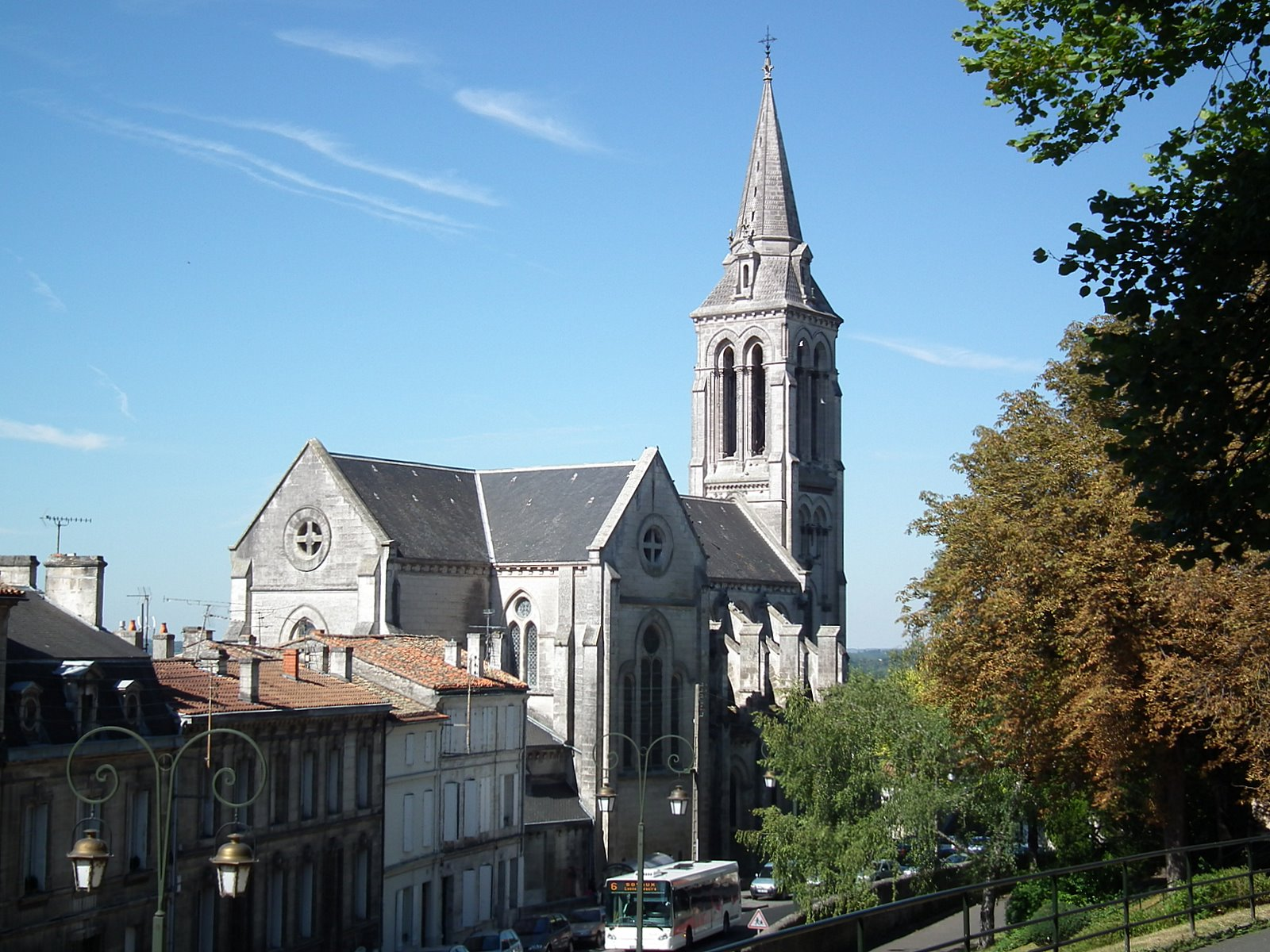
Vue de l'est.

## Mobilier
L'église renferme une statue de saint Ausone en bois sculpté (tilleul) du XVIIe siècle de 1,16 m de haut. Elle fait l’objet d’un classement au titre objet des monuments historiques depuis 1941.

## Personnalités
- Le mariage de Maurice Utrillo et Lucie Valore y fut célébré par monseigneur Palmer, aumônier de la famille royale d'Espagne, en 1935[5].